# Margit Weihnert
Margit Weihnert (* 29. März 1953 in Zeitz) ist eine sächsische Politikerin (SPD). Sie war von 1994 bis 2009 Abgeordnete im Landtag von Sachsen.

## Leben
Nach dem Abitur folgte ein Studium zur Diplom-Agrarpädagogin. In den Jahren 1974 bis 1980 war sie Fachlehrerin für Tierproduktion und von 1980 bis 1983 Lektorin beim agra-Buch-Verlag. Von 1983 bis 1990 war sie Mitarbeiterin des Bereiches für Aus- und Weiterbildung im Kombinat tierische Rohstoffe. Nach der Wiedervereinigung übernahm sie von 1990 bis 1993 die Leitung des Qualifizierungszentrums Leipzig und in den Jahren 1993/94 die Fachbereichsleitung für berufliche Bildung an der VHS Leipzig. Margit Weihnert ist verheiratet und hat zwei Kinder.
Neben ihrer parteipolitischen Arbeit ist sie seit Oktober 1999 als Vorsitzende des Kinder- und Jugendtreff Leipzig-Grünau e. V. aktiv.

## Politik
Margit Weihnert wurde im Januar 1990 Mitglied der SDP (später SPD). Für ihre Partei ist sie seit 1994 Mitglied im Landesvorstand und seit 1990 Mitglied der Sozialdemokratischen Gemeinschaft für Kommunalpolitik. Von 1990 bis 1993 vertrat sie die SPD als Stadträtin im Stadtparlament von Leipzig.
Sie wurde 1994 zum ersten Mal in den Sächsischen Landtag gewählt und gehörte diesem drei Wahlperioden (15 Jahre) an. Von Oktober 2004 bis August 2009 war sie stellvertretende Vorsitzende der SPD-Fraktion und Vorsitzende des Innenausschusses des Landtags. Zudem war sie einfaches Mitglied im Ausschuss „Verfassungs-, Rechts- und Europafragen“. Aufgrund des schlechten Abschneidens der SPD bei der Landtagswahl am 30. August 2009 verpasste sie trotz Listenplatz 17 den Wiedereinzug in den Sächsischen Landtag.